# Ширак (марз)
40° 50′ N 43° 55′ E / 40.833° С; 43.917° И
Ширак марз (јерм. Շիրակ) је једна од 11 административних јединица у Републици Јерменији, односно један од десет марзева.
Налази се у северозападном делу земље и граничи се са Грузијом на северу и Турском на западу. На југу и југоистоку је Арагацотн, а на истоку Лоријски марз.
Са површином од 2.681 км² налази се на 6. месту у Јерменији. У марзу је 2010. живело 281.500 становника или око 9% целокупне популације у земљи.
Административни центар марза је град Гјумри који са својих 150.000 становника представља други град по величини у земљи (одмах после Јеревана). Урбани центри су још Артик и Маралик.
Најважније саобраћајнице које повезују Јерменију са Грузијом, и даље са Русијом на северу пролазе управо преко овог марза. Код Гјумрија се налази и међународни аеродром.

## Географија
Ширак обухвата северозападни део Јерменије, подручје дуж горњег тока Ахурјана, северозападно од највише јерменске планине Арагаца. Ово је планинска провинција са просечним надморским висинама између 1.500 и 2.000 метара.
У централном делу марза на надморској висини између 1.600 и 1.800 метара, око града Гјумрија налази се пространа Ширакска равница (површине 600 км²). Котлина је окружена планином Ширак са севера, на југу је Арагац а на истоку Памбак.
Надморска висина расте идући ка северу, према граници са Грузијом где се налазе Џавахетске планине. На граници са марзом Лори налази се планина Ачкасар (у склопу Џавахетских планина), највиши врх у марзу са надморском висином од 3.196 метара.
Најважнији хидролошки објекат у регији је река Ахурјан на којој је изграђено велико вештачко Ахурјанско језеро, највећа водена акумулација у целој Јерменији запремине 525 млн м³. На горњем делу тока Ахурјана је језеро Арпи.
Захваљујући великим надморским висинама и континенталности области ово је најхладнији део Јерменије, а температуре се током зиме неретко спуштају и до -46 °C.

## Историја
Прва насеља у овој области датирају из деветог миленијума пре нове ере и настала су у долини Ахурјана. Иако је подручје од најранијих времена било центар интентивне ратарске делатности, у јужним деловима пронађени су бројни археолошки локалитети који упућују на развијену металургију.
Данашњи марз Ширак обухвата подручје некадашњег гавара Ширак који је представљао административну целину у средњовековној јерменској провинцији Ајрарат.
Ширај је постао део Руског царства 1804. знатно пре остатка Јерменије, а у Гјумрију су се налазиле важне базе из којих су руски војници започињали војне акције против Османлија.
У данашњим границама марз је формиран 5. јула 1995. као део нове територијалне поделе Јерменије. Марз је настао спајањем 5 некадашњих совјетских рејона: Агин, Ахурјан, Амасија, Артик и Гухасјан.
Цело подручје марза доживело је велика разарања након катастрофалног земљотреса који је 7. децембра 1988. потресао оближњи градић Спитак. Највећа разарања доживео је град Гјумри у којем је уништено преко 60% свих грађевина.

## Демографија
Према службеним резултатима пописа становништва Јерменије 2001. на подручју марза Ширак живело је 283.200 становника или 8,8% целокупног становништва у земљи. Око 62% становника је живело у градовима, од тога чак 87% само у Гјумрију.
Према проценама за 2010. у марзу је живело 281.500 становника.
|                      | 1991.   | 1993.   | 1995.   | 1997.   | 1999.   | 2001.   | 2002.   | 2003.   | 2004.   | 2005.   | 2006.   | 2007.   | 2010.   |
| -------------------- | ------- | ------- | ------- | ------- | ------- | ------- | ------- | ------- | ------- | ------- | ------- | ------- | ------- |
| Становника           | 335.200 | 320.500 | 287.800 | 284.500 | 283.100 | 283.200 | 283.300 | 282.500 | 282.200 | 281.700 | 281.400 | 281.300 | 281.500 |
| Градско становништво | 235.000 | 219.900 | 186.600 | 182.000 | 178.700 | 175.900 | 174.100 | 173.100 | 172.700 | 172.000 | 171.400 | 170.900 | 169.600 |
| Извор: ArmStat       |         |         |         |         |         |         |         |         |         |         |         |         |         |

У административном погледу марз је подељен на 5 области (Гјумри, Артик, Маралик, Ашоц и Амасија) и на његовој територији налази се укупно 119 насеља, од којих су три градског типа: Гјумри, Маралик и Артик. Гјумри је и административни центар марза. Преосталих 116 насеља је сеоског типа.